# Курятниково
Курятниково — деревня в Лотошинском районе Московской области России.
Относится к сельскому поселению Микулинское, до реформы 2006 года относилась к Введенскому сельскому округу. По данным Всероссийской переписи 2010 года численность постоянного населения деревни составила 2 человека (1 мужчина, 1 женщина). Код ОКТМО — 46 629 416 181.

## География
Расположена в центральной части сельского поселения, на левом берегу реки Руссы, впадающей в Лобь, примерно в 15 км к северу от районного центра — посёлка городского типа Лотошино, рядом с автодорогой Р90. Автобусное сообщение с пгт Лотошино. Соседние населённые пункты — деревни Введенское и Шелгуново.

## Исторические сведения
По сведениям 1859 года — деревня Храневского прихода, Микулинской волости Старицкого уезда Тверской губернии в 45 верстах от уездного города, на возвышенности, при реке Русце и ручье Смородина, с 10 дворами, 3 колодцами и 56 жителями (29 мужчин, 27 женщин).
В «Списке населённых мест» 1862 года Курятниково (Могилки) — казённая деревня 2-го стана Старицкого уезда по Волоколамскому тракту в город Тверь, при реке Рузце, с 10 дворами и 70 жителями (33 мужчины, 37 женщин).
В 1886 году — 17 дворов и 101 житель (47 мужчин, 54 женщины). В 1915 году насчитывалось 23 двора.
С 1929 года — населённый пункт в составе Лотошинского района Московской области.

## Население
| 1859 | 1886 | 2002 | 2006 | 2010 |
| ---- | ---- | ---- | ---- | ---- |
| 70   | ↗101 | ↘4   | →4   | ↘2   |